# Ханассер
Ханассер (араб. خناصر‎) — город в Сирии.
Расположен в мухафазе Алеппо в 60 км к юго-востоку от её административного центра Алеппо.
Численность населения в 2004 году составляла 2397 жителей.